# Palacio Libertad - Centre Culturel Domingo Faustino Sarmiento
Le Palacio Libertad - Centre Culturel Domingo Faustino Sarmiento (espagnol : Centro Cultural Palacio Libertad Domingo Faustino Sarmiento) de Buenos Aires, anciennement appelé Centre culturel Néstor Kirchner (CCK), également appelé Correo Central (ou Poste Centrale), situé dans le quartier de San Nicolás, est un exemple classique de l'architecture de style Beaux-Arts français des XIXe et XXe siècles. 
En 1888, le président Miguel Juárez Celman approuve le projet de construction, dessiné par l'architecte français Norbert Maillart pour être le siège de la Poste centrale d'Argentine. En 1908 le projet est reformulé pour pouvoir y inclure de nouveaux services et un projet de rues piétonnières aériennes, qui ne vit jamais le jour.
Le 28 septembre 1928, après de multiples contretemps, le bâtiment est inauguré. Il est très différent du dessin originel de l'architecte Maillart.
En 1997, l'édifice est déclaré monument historique national par décret du président Carlos Menem, pour ses qualités architecturales, son importance historique et les œuvres d'art qui se trouvent à l'intérieur.
En  2003, il cessa d'être utilisé comme poste centrale et en 2005 le Gouvernement argentin le convertit en centre culturel, en vue des prochaines célébrations du bicentenaire de la révolution de mai de 1810. Celui-ci a été inauguré en 2015 sous le nom de Centre Culturel Nestor Kirchner (CCK).
En 2024, il change de nom par décret du Président argentin Javier Milei, désormais baptisé Palacio Libertad Centre Culturel Domingo Fausto Sarmiento. 

## Situation
Le Palacio de Correos est un édifice imposant avec sa façade classique rehaussée d'une colonnade. L'immeuble de plus de 7000 mètres carrés se trouve dans un rectangle formé par l'Avenida Corrientes (au nord), l'Avenida Leandro N. Alem (à l'ouest), la Calle Bouchard (à l'est) et la Calle Sarmiento (au sud).
Sa façade principale est orientée vers le sud et fait face à la Plaza del Correo, une vaste esplanade sur laquelle il fut un temps question en 1978 d'édifier un immeuble de bureaux, et sous laquelle se trouve un grand parc de stationnement souterrain. Vers le sud, au-delà de la place, une enfilade d'espaces verts s'étend jusqu'à la Casa Rosada. 

## Métro
- Tout près du Palacio de Correos, au nord-ouest de celui-ci, se trouve la station Leandro N. Alem de la ligne  et la station Correo Central de la ligne  du métro de Buenos Aires.
- Plus éloignée, à 500 mètres de là, se trouve la station Plaza de Mayo de la ligne .

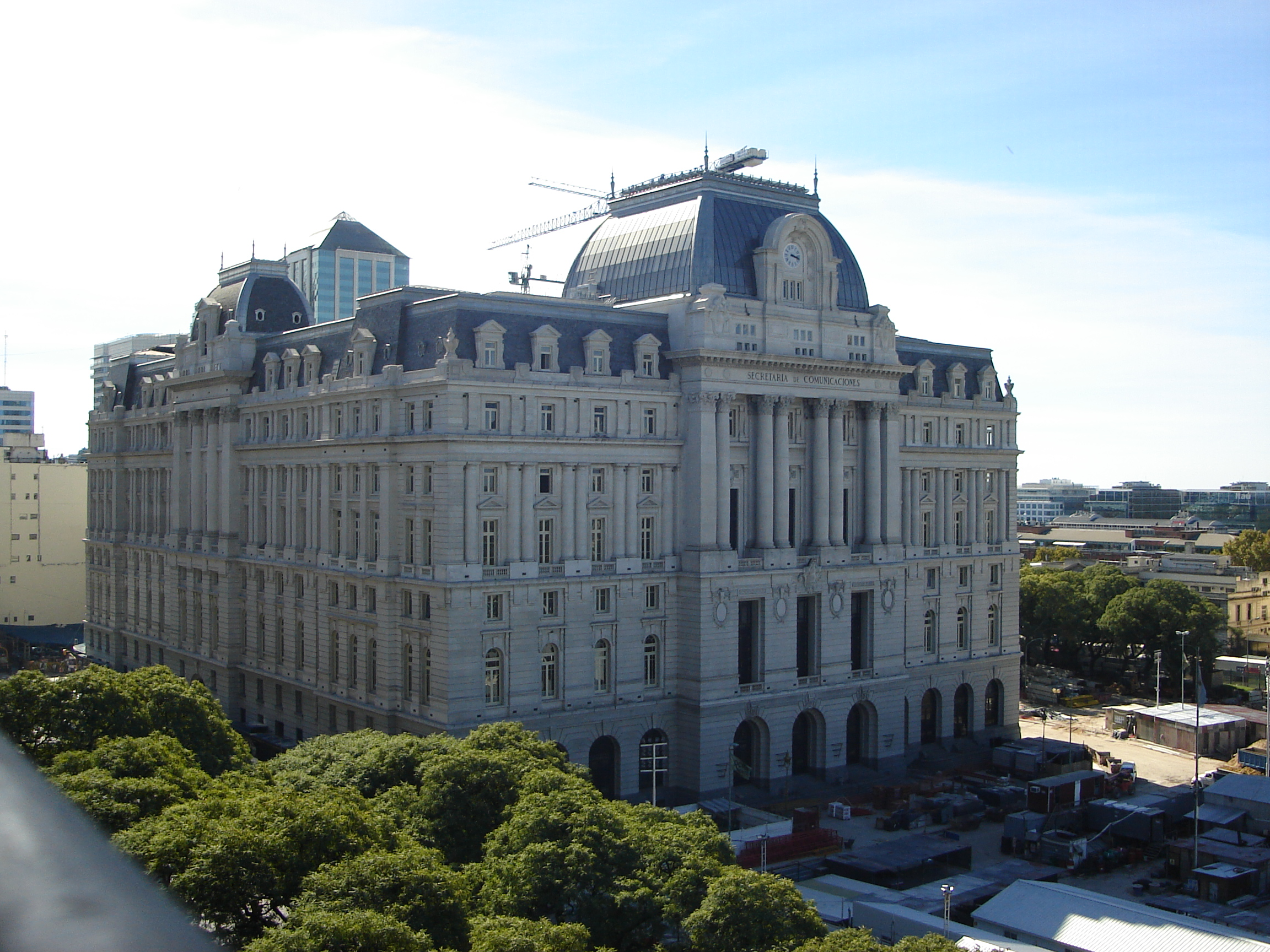
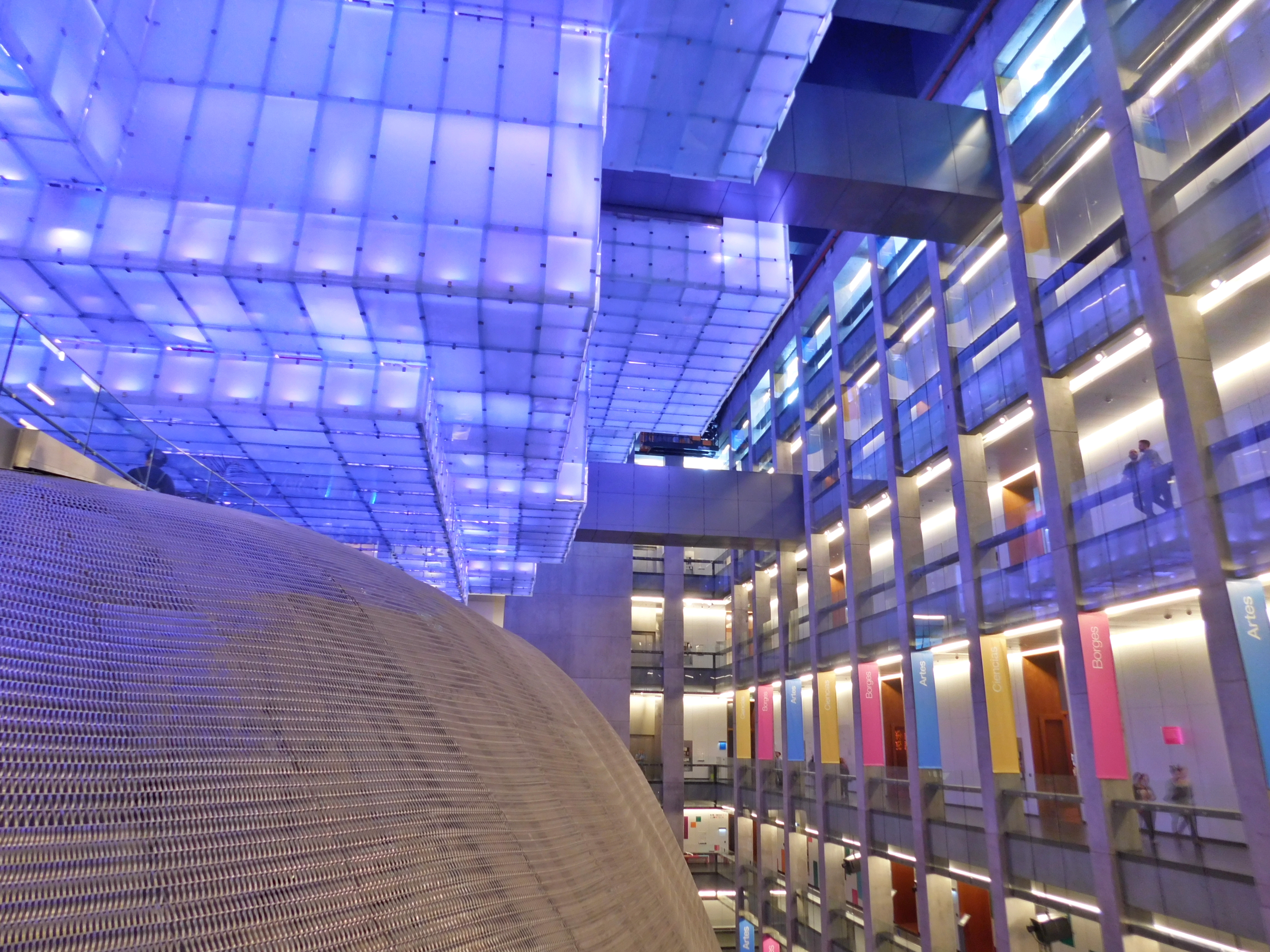
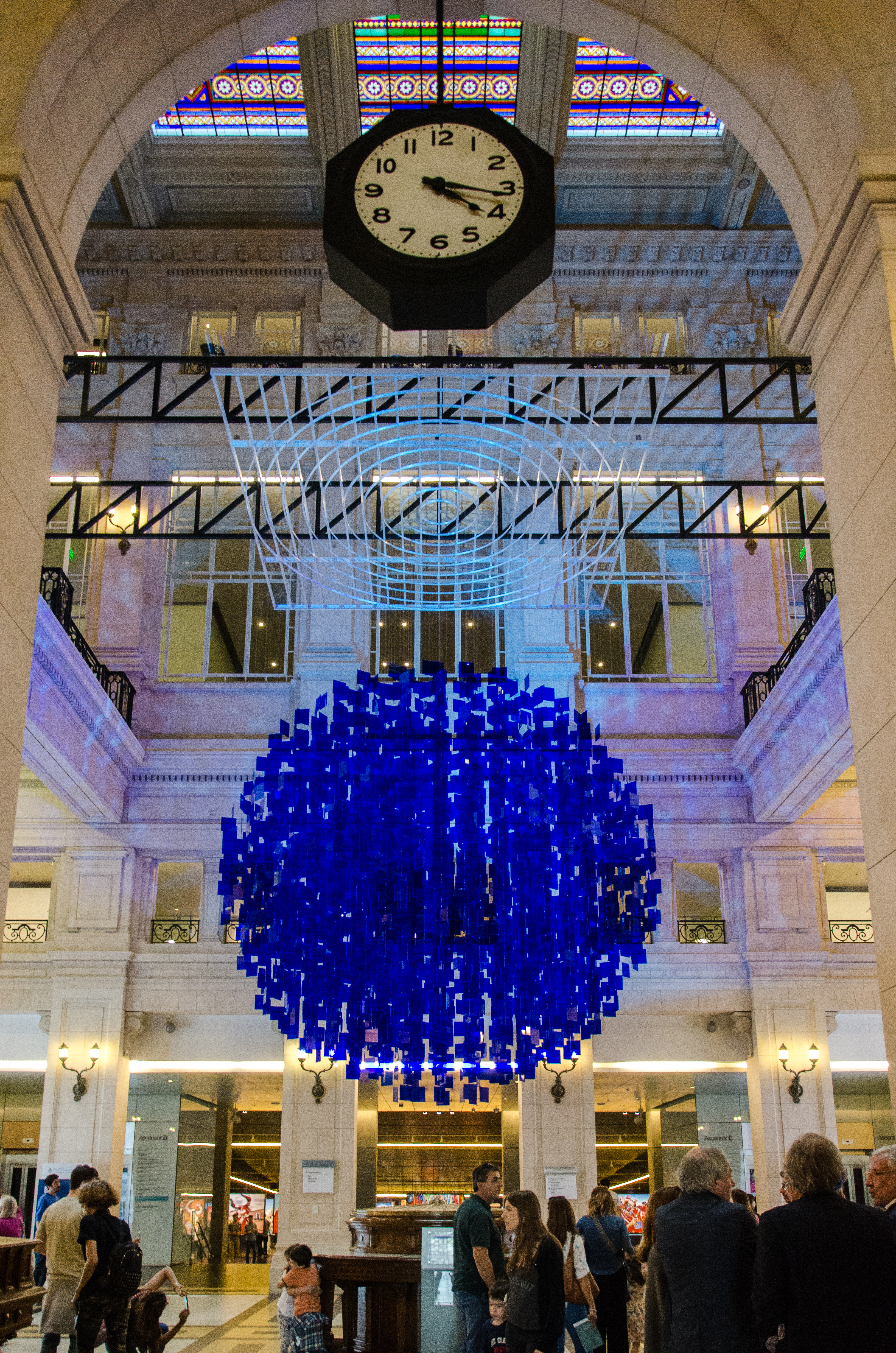
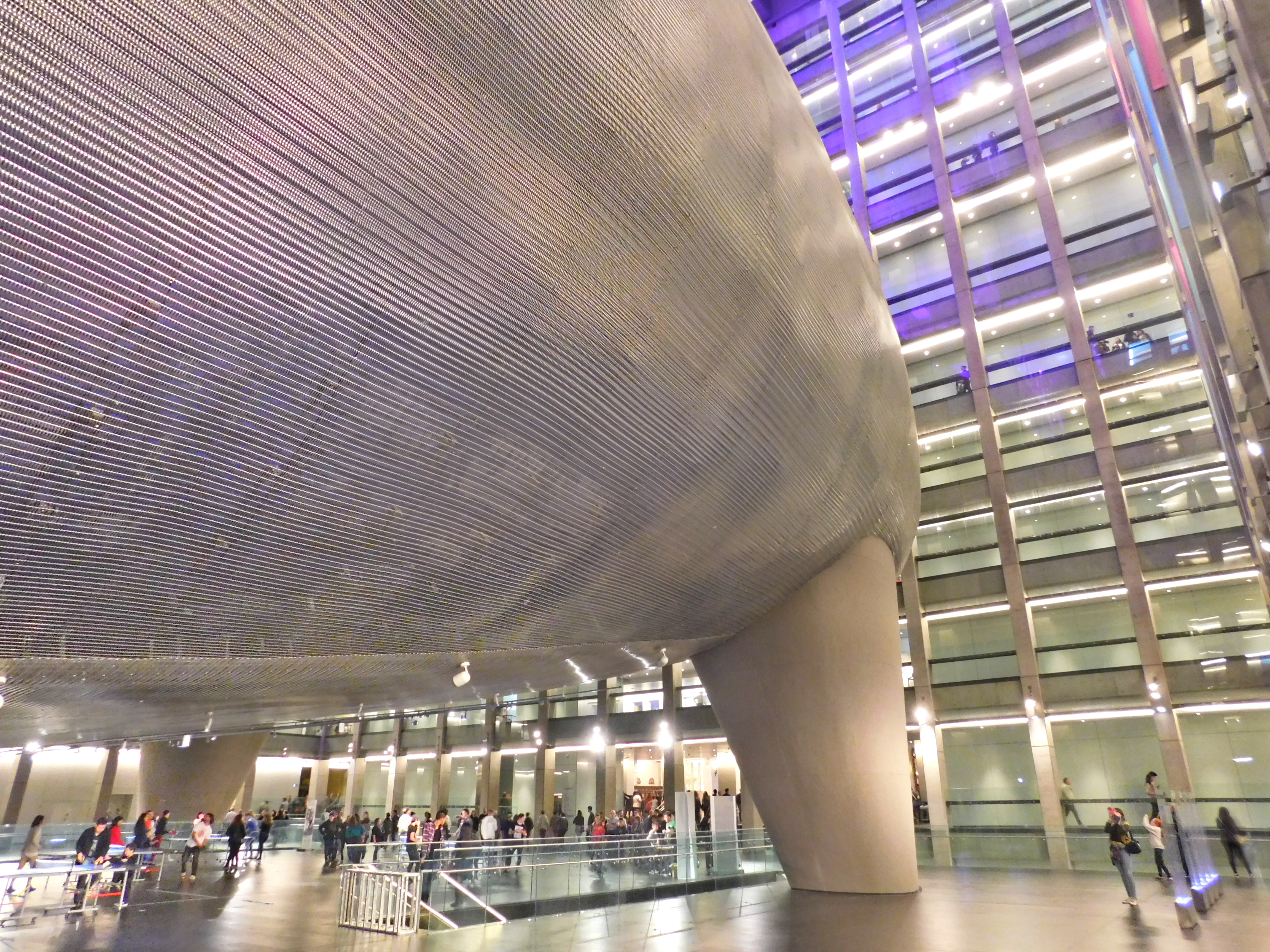
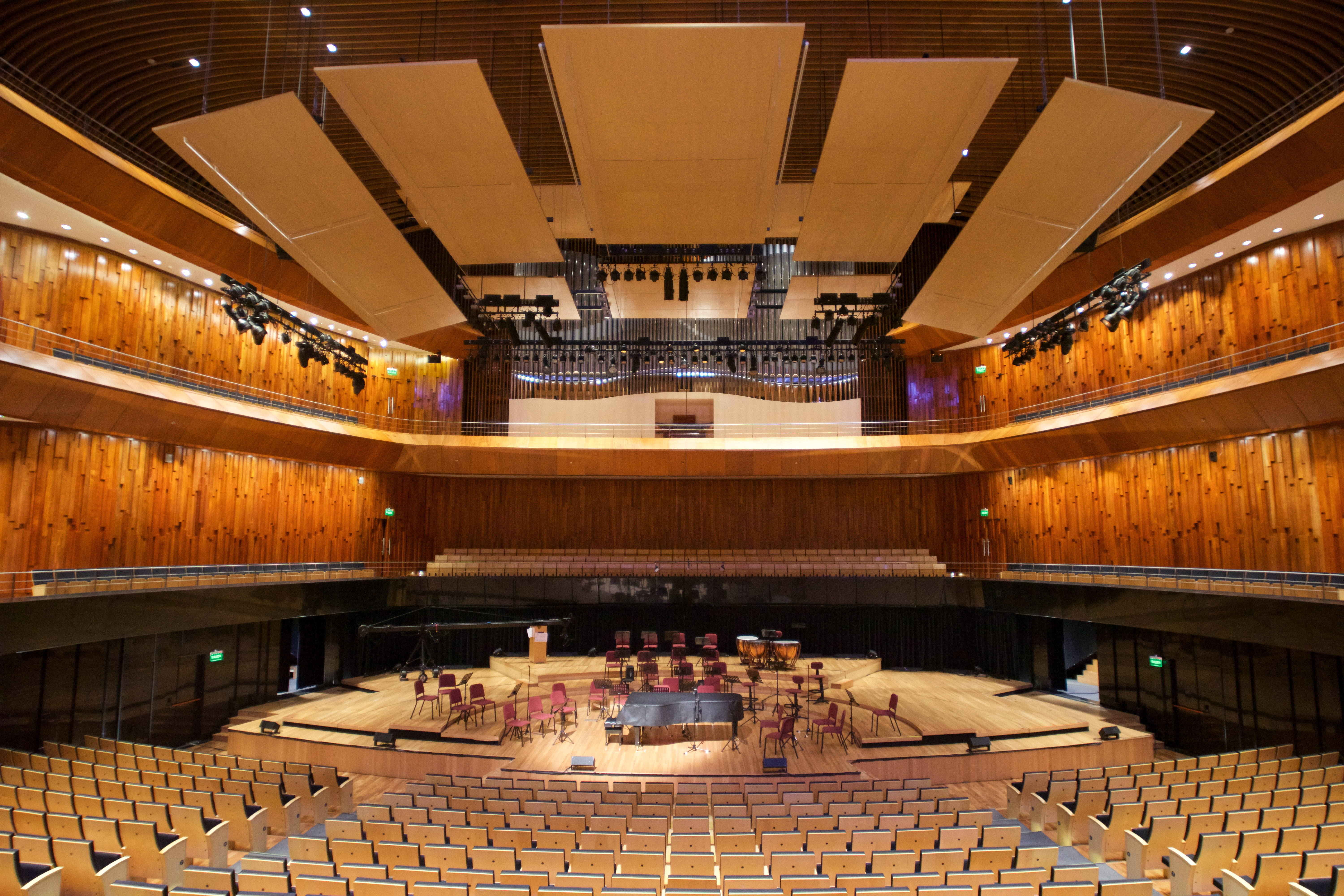